# Kvalitetssikring
Kvalitetssikring (QA fra engelsk quality assurance) er en måde at forhindre fejltagelser og defekter i fremstillede produkter - og undgå problemer ved levering af løsninger og ydelser til kunder; som standarden ISO 9000 definerer som "part of quality management focused on providing confidence that quality requirements will be fulfilled". Denne forhindring af defekter i kvalitetssikring er lettere forskellig fra defektdetektion i kvalitetskontrol, og er blevet refereret til som et "venstreskift" da ISO 9000 fokuserer på kvalitet tidligere i processen fx til venstre af en lang linear procesdiagram når det læses fra venstre til højre.